# Иоанн Солсберийский
Иоанн Солсберийский (лат. Johannes Saresberiensis) (1115/1120 Солсбери — 25 октября 1180, Шартр) — англо-французский богослов, схоластик, писатель, педагог, епископ Шартра (1176—1180).

## Ранняя жизнь и образование

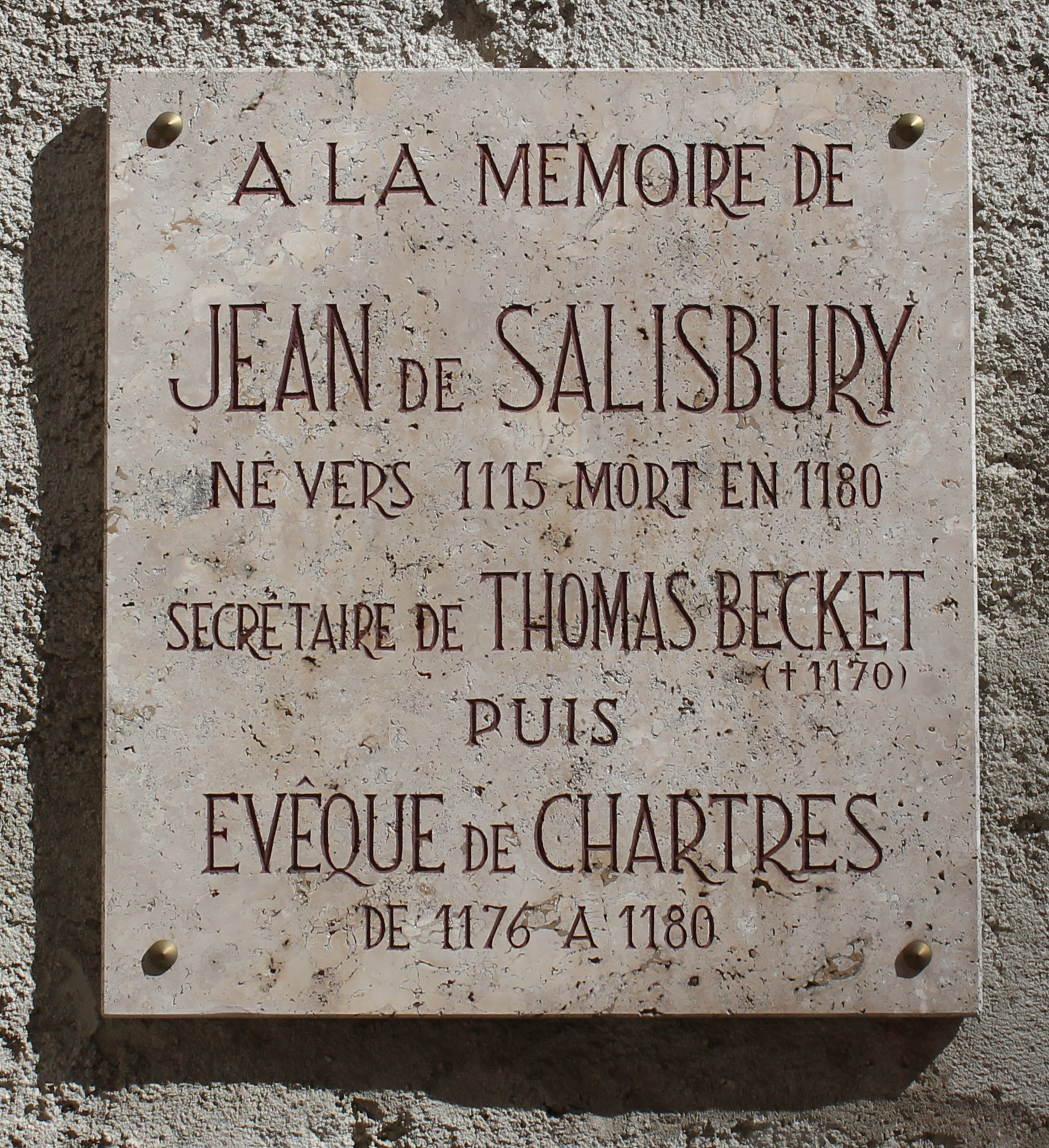
Мемориалная доска в Шартре

Иоанн был родом из Южной Англии (Солсбери), родился между 1115 и 1120 г. В 1136 г. переезжает в Париж, чтобы учиться. В течении двенадцати лет учится у самых знаменитых ученых своего времени: Пьера Абеляра, Роберта Меленского, Уильяма Коншского, Бернарда Шартского, Роберта Пулла. О годах учёбы подробно рассказывает в "Металогике". Во время учения давал частные уроки детям знати, чем и обеспечивал себе пропитание. После обучения принял духовный сан и служил при папском дворе, был секретарём канцлера. В 1154 году возвращается на родину и становится секретарём примаса церкви Англии, архиепископа Кентерберийского Теобальда. Исполнял дипломатические поручения в Европе. Известен своими политическими и педагогическими трудами, среди которых — «Поликратик» («Policraticus sive de nugis curialium») и «Металогик» («Metalogicon libri IV»).

## Философские взгляды
В «Поликратике» Иоанн Солсберийский рассуждает о строении государства и общества, высказывает приверженность платоновским идеям о том, как следует управлять государством, а также соображения о необходимых качествах государя и путях их достижения. Особенно известен «Металогик» — типичное сочинение по педагогике эпохи Средневековья. Появилось одним из первых, знаменуя собой выделение педагогики как отрасли знаний о человеке. В «Металогике» изложена теория и практика преподавания дисциплин, входивших в тривиум, вопросы психологии ученика и логики подачи материала. Сочинения Иоанна Солсберийского отличаются простотой, стройностью, логикой изложения, его язык и стиль стали эталоном для средневековых учёных. Для истории его времени важны также его письма.
В 1161 году кафедру архиепископа Кентерберийского в Англии занял Томас Бекет — знаменитый деятель церкви, отстаивавший привилегии церкви от посягательств короля Генриха II Плантагенета, и в трудах Иоанна Солсберийского появились тираноборческие мотивы. В результате вместе со своим патроном он был вынужден удалиться в изгнание во Францию. В 1170 году они вернулись, однако вскоре Бекет был убит сторонниками короля, а Иоанн Солсберийский через какое-то время получил епископскую кафедру в Шартре (Франция), став здесь преемником Гильома Шампанского. Там он и скончался. Новым епископом Шартра был избран Пётр из Целлы.
Иоанна Солсберийского цитирует Фидель Кастро в речи «История меня оправдает».

## Публикации трудов
- Иоанн Солсберийский. Металогик // Памятники средневековой латинской литературы X—XII веков. М., 1972.
- Иоанн Солсберийский. Поликратик, или О забавах света и заветах философов // Библиотека в саду. Писатели античности, средневековья и Возрождения о книге, чтении, библиофильстве. М., 1985.